# Technisch productiebureau
Een technisch productiebureau is een bedrijf dat zich bezighoudt met de facilitaire uitvoering van evenementen. Het bureau werkt in opdracht van een evenement organisator of een evenementenbureau.
De technische productie van een evenement bestaat uit onder andere het voorbereidingsproces waaronder het maken van de terreintekeningen, de contacten met de gemeente, het opstellen van calamiteiten- en veiligheidsplannen, het bestellen en contracteren van toeleveranciers, de technische/facilitaire uitvoering op locatie en de hierbij behorende financiële afhandeling.
De technisch producent stemt alle facetten van het evenement op elkaar af, waaronder podiumbouw, licht, geluid, audio, water stroom, hekken, units, sanitaire voorzieningen, etc.